# Управленческая решётка
Управленческая решётка Блейка-Моутон — концепция, разработанная в Университете штата Огайо, была модифицирована и популяризована Блейком и Моутон, которые построили решётку (схему), включавшую 5 основных стилей руководства.
Управленческая решётка, разработанная Американскими специалистами в теории менеджмента Р. Блейком и Дж. С. Моутон, — теоретическая матрица типологических методов и способов управления внутригрупповыми взаимодействиями, в том числе и конфликтными, помогающая найти наиболее эффективные направления и приемы управленческого влияния на предотвращение, развертывание и урегулирование Внутригрупповых конфликтов.